# علم الأوبئة الغذائية

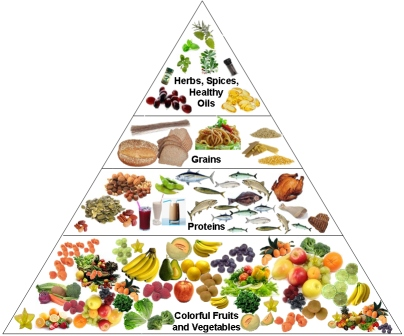

علم الأوبئة الغذائية Nutritional epidemiology هو مجال جديد نسبياً في البحوث الطبية التي تدرس العلاقة بين التغذية والصحة. يصعب قياس النظام الغذائي والنشاط البدني بدقة، مما قد يفسر جزئياً تلقي التغذية اهتمام أقل مقارنة بعوامل الخطر الأخرى للمرض في علم الأوبئة.